# Крутыня
Круты́ня (пол. Krutynia) — река в Польше. Длина — 99 км, площадь бассейна — 638 км².
Крутыня вытекает из озера Крутыньске, а впадает в озеро Белданы, входящее в Мазурское поозёрье. Долина реки колеблется от 50 м до одного километра и более. Ширина реки может достигать 30-40 м, глубина — около 2 м, местами — 3-7 м. Течение реки медленное, русло извилистое, в среднем течении реки берега болотистые.
В реке произрастают кубышка жёлтая, кувшинка белая, телорез алоэвидный (Stratiotes aloides), стрелолист обыкновенный (Sagittaria sagittifolia), тростник обыкновенный, рогоз широколистный, канареечник красный (Phalaris arundinacea) и др. Фауна реки также характерна для Мазурского поозёрья.
Река — часть популярного туристического маршрута на байдарках длиной более 100 км.